# امانزیمتاتی
امانزیمتاتی (به لاتین: Amanzimtoti) یک شهرک در آفریقای جنوبی است که در کوازولو-ناتال واقع شده‌است.